# 체르누스코 술 나빌리오역
체르누스코 술 나빌리오 역(이탈리아어: Cernusco sul Naviglio)은 체르누스코술나빌리오 코무네에 위치한 밀라노 지하철의 2호선의 역이다.

## 역사
체르누스코 술 나빌리오 역은 1968년 5월 5일에 문을 열었는데, 처음에는 밀라노-고르곤촐라 트램고속선의 정거장이었다. 1972년 12월 4일부터 본역이 소재한 카시나 고바 - 고르곤촐라 구간이 밀라노 지하철 2호선과 연결되었고 현재까지 지하철 2호선의 일부로 운영하고 있다.

## 역 구조

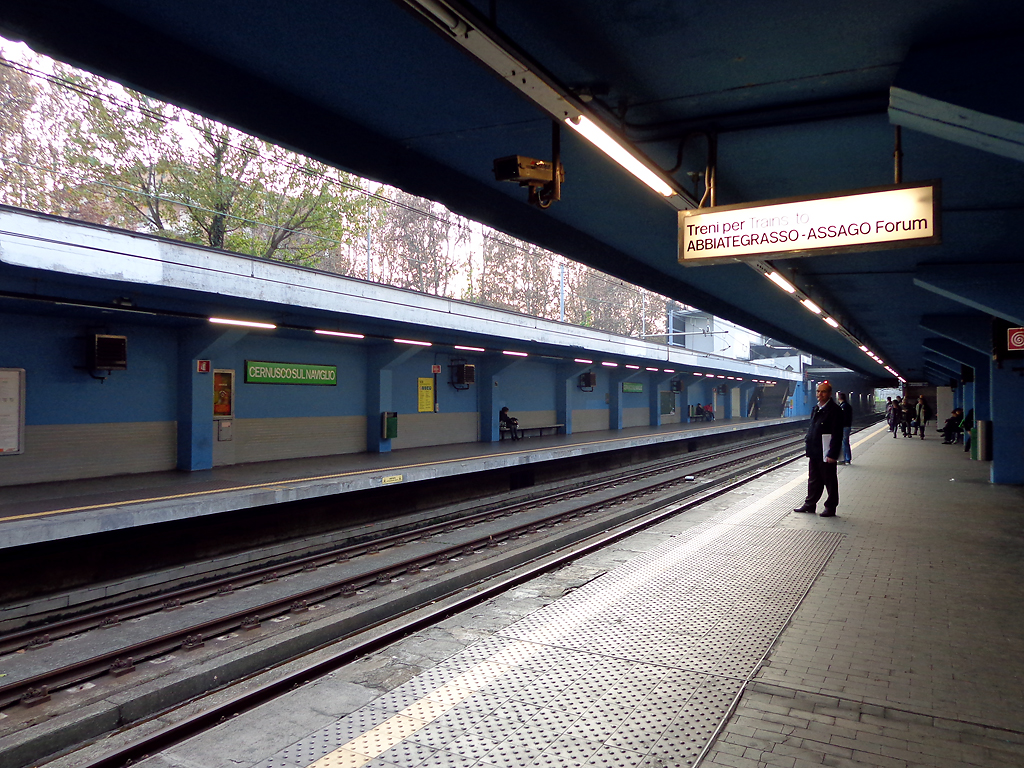
승강장의 모습

체르누스코 술 나빌리오 역은 두 승강장과 두 선로로 되어 있으며, 체르누스코술나빌리오 코무네 내의 아순타 대로 (viale Assunta)에 위치해 있다. 밀라노 시외에 자리한 지상역이기도 하며, 장거리 요금을 받는다.

## 시설
이 역에는 다음과 같은 시설이 있다.
- 승차권 자동판매기
- 역 감시카메라
- 화장실
- 안내방송
- 신문 가판대
- 바, 담배 가게

## 환승
- 버스 정류장 (z402번, 시내 버스)
- 주차장
- 지붕있는 자전거 보관소
- 자전거 대여소
- 마르테사나 자전거길 (Ciclovia della Martesana)

## 참고 서적
- Giovanni Cornolò, Fuori porta in tram. Le tranvie extraurbane milanesi, Parma, Ermanno Arbertelli, 1980.